# لاسلو سابو (راكب الكنو)
لاسلو سابو (بالمجرية: Szabó László)‏ هو راكب الكنو مجري، ولد في 2 نوفمبر 1953 في بودابست في المجر.

## وصلات خارجية
- لازلو زابو على موقع أوليمبيديا (الإنجليزية)